# Radio Ramasuri
Radio Ramasuri ist ein privater Hörfunksender mit Sitz in Weiden in der Oberpfalz, Bayern. Das Unternehmen firmiert unter der offiziellen Bezeichnung Radio Ramasuri Rundfunk-Programm GmbH & Co. KG. Neben Radio Ramasuri wird auch das Jugendradio Radio Galaxy (City Amberg/Weiden) betrieben. Der Name Ramasuri kommt aus dem Bairischen und bedeutet übersetzt so viel wie „Durcheinander“.

## Standort
Radio Ramasuri sendet aus dem Bürgermeisterhaus am Unteren Markt 35, das in der Altstadt von Weiden liegt.

## Geschichte
Sendestart von Radio Ramasuri war am 13. Januar 1990 in Weiden – der erste Titel, der gesendet wurde, war You can't hurry love von Phil Collins. Bis 1992 war Radio Ramasuri ein Jugendradio, bevor das Unternehmen einen Formatwechsel vollzog und bis 2002 überwiegend deutschsprachige Schlagermusik sendete. Im Jahr 2002 wurde ein weiterer Formatwechsel vollzogen: Oldie based AC – einer Musikmischung von Titeln aus den 1960er bis 1990er Jahren und aktuellen Hits. Heute tendiert das Format in Richtung „Current based AC“ (Hauptsächlich aktuelle Musiktitel, erweitert mit Musikstücken aus den 1970er bis 1990er Jahren).

## Programm
Radio Ramasuri sendet zwischen 5.30 und 19 Uhr halbstündlich Nachrichten aus der Oberpfalz, den ganzen Tag halbstündlich Oberpfalzwetter und Oberpfalzverkehr.

### Sendungen

#### Radio Ramasuri Frühschoppen
Der Radio Ramasuri Frühschoppen am Sonntagvormittag zwischen 9 und 13 Uhr beinhaltet eine einstündige Talksendung mit prominenten Gästen aus den Bereich Comedy, Politik, Musik, Film und Fernsehen sowie Sport.

#### Ramasuri Country
Ramasuri Country-Time ist samstags von 18 bis 20 Uhr. Radio Ramasuri zählt zu den wenigen europäischen Radiostationen, die Mitglied sowohl der amerikanischen als auch der kanadischen Country Music Association sind. Ramasuri Country wurde von der Texas Ranger Hall of fame and Museum in Waco, Texas die Ehrenmitgliedschaft verliehen. Moderiert wird die Sendung von Bruno Wilfahrt, den retired Texas Ranger Joe Davis zum European representative  der "Former Texas Rangers Foundation" ernannt hat.

#### Radio Ramasuri Muntermacher
Die Radio Ramasuri Muntermacher, eine Morningshow von Montag bis Samstag zwischen 5.30 und 10 Uhr beinhaltet Umfragen, worüber die Oberpfälzer sprechen und Informationen aus Lifestyle und Boulevard. Am Samstag gibt es eine Zusammenfassung der Highlights der Woche.

## Moderatoren
- Markus Pleyer
- Corinna Hagn
- Jens Stenglein
- Jürgen Meyer
- Sebastian Dippold
- Eva Bracke
- Janine Schuster
- David Hanas
- Bruno Wilfahrt
- Otto Hammer
- Martina Beierl
- Manuel Karadeniz

## Empfangsmöglichkeiten

### UKW-Frequenzen
Das Sendegebiet von Radio Ramasuri streckt sich über Amberg und Landkreis Amberg-Sulzbach, Weiden in der Oberpfalz und Landkreis Neustadt an der Waldnaab, dem Landkreis Tirschenreuth und dem nördlichen Landkreis Schwandorf sowie dem nordöstlichen Landkreis Neumarkt in der Oberpfalz sowie auch in ausgewählte Teile der Landkreise Nürnberger Land und Bayreuth.
 Das Hörfunkprogramm kann über 8 UKW-Sendestationen in der nördlichen Oberpfalz empfangen werden:
| Frequenzen    | Frequenzen |
| ------------- | ---------- |
| Weiden        | 99,9 MHz   |
| Hirschau      | 95,3 MHz   |
| Waidhaus      | 93,6 MHz   |
| Amberg        | 103,9 MHz  |
| Königstein    | 106,4 MHz  |
| Tirschenreuth | 88,5 MHz   |
| Fuchsmühl     | 105,1 MHz  |
| Neusorg       | 104,8 MHz  |

### Kabelnetz
Neben dem Hauptsendegebiet wird das Rundfunkprogramm zusätzlich noch in das Kabelnetz der südlichen Oberpfalz sowie in Teilen von Oberfranken eingespeist.
| Frequenzen                                                                                | Frequenzen |
| ----------------------------------------------------------------------------------------- | ---------- |
| Stadt Weiden in der Oberpfalz, Landkreise Tirschenreuth, Amberg, Neustadt an der Waldnaab | 97,3 MHz   |
| Regensburg, Landkreis Regensburg                                                          | 95,3 MHz   |
| Arzberg, Neusorg, Pechbrunn, Rösslau, Waldershof, Wunsiedel und Tröstau                   | 98,6 MHz   |
| Schönwald, Selb                                                                           | 91,35 MHz  |
| Schirnding, Thiersheim                                                                    | 92,15 MHz  |
| Lauterhofen                                                                               | 95,9 MHz   |
| Kemnath                                                                                   | 96,85 MHz  |
| Waldmünchen                                                                               | 98,15 MHz  |

### Webradio
Über die Webseite des Radiosenders kann das Programm zudem online gehört werden.

### DAB+
Seit 3. Juli 2018 wird das Programm des Radiosenders zusätzlich über DAB+ (Versorgungsgebiet Oberpfalz – Block 6C) ausgestrahlt.

## Veranstaltungen
Der Radiosender ist auf vielen Veranstaltungen in der nördlichen Oberpfalz vertreten und sendet teilweise live vor Ort.

## Weitere Aktivitäten
Seit dem 1. Januar 2005 betreibt das Unternehmen die Radio Galaxy für die Städte Amberg und Weiden. Zwischen 6 und 9 Uhr wird auf den Frequenzen 89,8 MHz (Weiden) und 105,5 MHz (Amberg) das Programm aus Weiden gesendet.

## Gesellschafter
Eigentümer des Unternehmens sind folgende Gesellschafter:
- M.U.T. Musik und Technik Rundfunkanbieter GmbH (50,18 %)
- Aktuelle Welle Weiden-Amberg-Tirschenreuth Rundfunkprogr.-Anbieterges. (29,10 %)
- Neue Welle-Antenne Amberg Rundfunkprogrammanbieter GmbH (20,72 %)